# Filmjahr 1907
Liste der Filmjahre

◄◄ | ◄ | 1903 | 1904 | 1905 | 1906 | Filmjahr 1907 | 1908 | 1909 | 1910 | 1911 | ► | ►►

Weitere Ereignisse

## Ereignisse
- 30. Januar: Das Korsør Biograf Teater in der dänischen Stadt Korsør wird eröffnet. Es ist inzwischen das weltweit älteste noch bespielte Kino.
- Im März gründet Jules Greenbaum und sein Bruder Max die Firma Vitascope-Theater-Betriebs-GmbH
- 1. April: Saturn-Film, die erste österreichische Filmproduktionsgesellschaft, schaltet in einer Filmzeitschrift erstmals Inserate für ihre „pikanten Herrenabendfilme“.
- Die führende Filmgesellschaft Pathé Frères führt ab Juli des Jahres den Verleih ihrer Filmkopien statt des bisher üblichen Verkaufs ein.
- 28. November: In Haverville im US-Bundesstaat Massachusetts eröffnet der Altmetallhändler Louis B. Mayer das erste Kino seiner Kinokette, aus denen 1917 die Filmproduktionsfirma Metro-Goldwyn-Mayer hervorgeht.
- 7. Dezember: Mit Ben Hur wird die erste Adaption des gleichnamigen Romans von Lew Wallace uraufgeführt. Der Regisseur Sidney Olcott wird später vom Autor erfolgreich wegen Verletzung des Urheberrechts verklagt. Damit ändert sich die rechtliche Grundlage der Verfilmung von literarischen Vorlagen. In der Folge müssen Filmemacher auch die Rechte an dem Stoff erwerben, den sie verfilmen.

- George K. Spoor und Gilbert M. Anderson gründen in Chicago die Filmproduktionsgesellschaft Essanay, bei der unter anderem Allan Dwan, Francis X. Bushman, Gloria Swanson, Ben Turpin und Wallace Beery ihre Karriere beginnen.

### Österreich
- November: In Wien wird der Verband österreichischer Kinobesitzer gegründet.[1]
- Die Filmzeitschrift Kinematographische Rundschau erscheint erstmals in Wien.

## Geboren

### Januar bis März

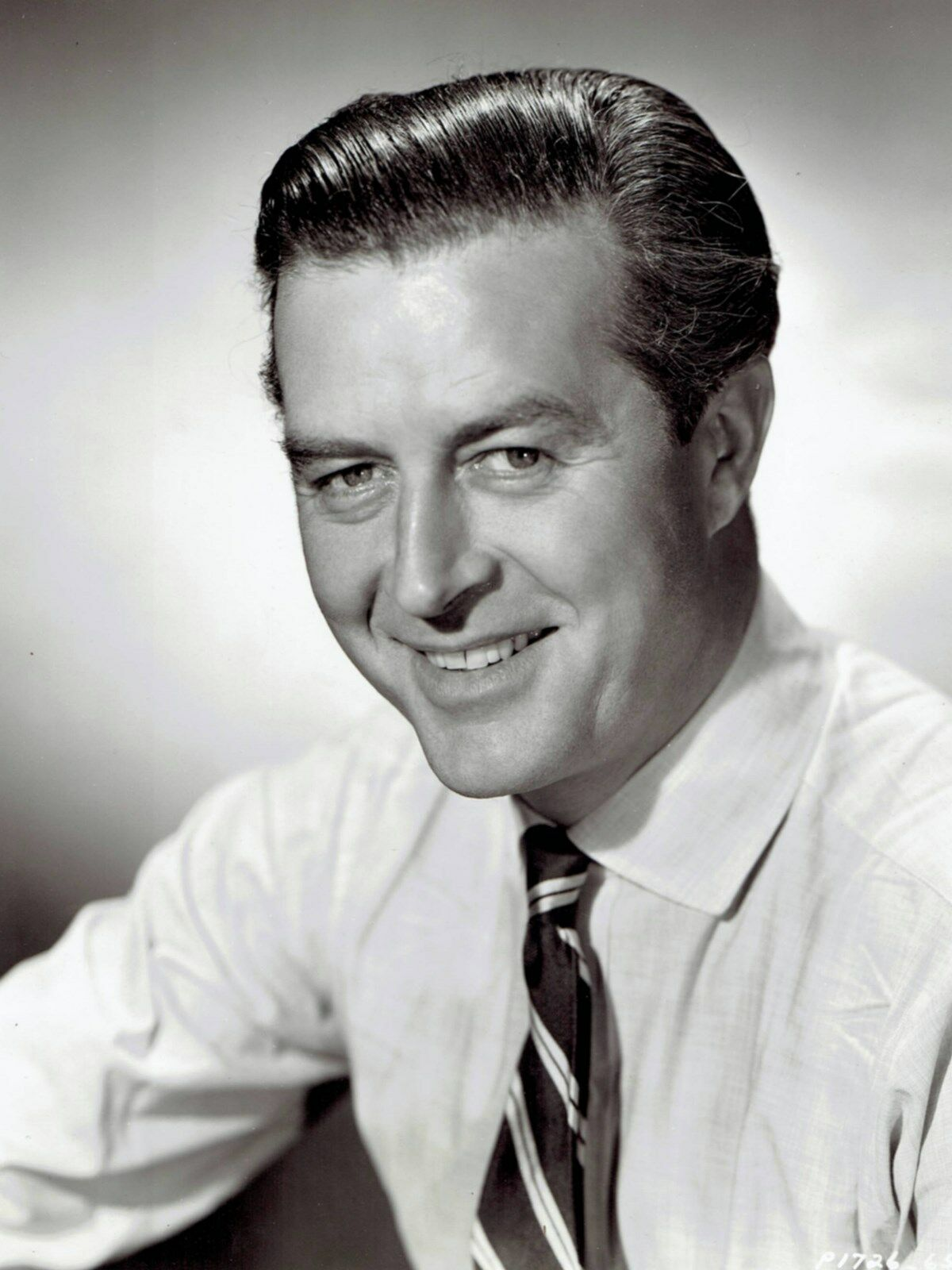
Ray Milland (1947)

- 03. Januar: Ray Milland, britischer Schauspieler († 1986)
- 04. Januar: Marte Harell, österreichische Schauspielerin († 1996)
- 10. Januar: Werner Fuetterer, deutscher Schauspieler († 1991)
- 10. Januar: Peggy Shannon, US-amerikanische Schauspielerin († 1941)
- 16. Januar: Alexander Knox, kanadischer Schauspieler († 1995)
- 23. Januar: Dan Duryea, US-amerikanischer Schauspieler († 1968)
- 24. Januar: Ann Todd, britische Schauspielerin († 1993)
- 27. Januar: Joyce Compton, US-amerikanische Schauspielerin († 1997)

- 11. Februar: Käthe Gold, österreichische Schauspielerin († 1997)
- 18. Februar: Oscar Brodney, US-amerikanischer Drehbuchautor († 2008)
- 22. Februar: Sheldon Leonard, US-amerikanischer Schauspieler († 1997)
- 22. Februar: Robert Young, US-amerikanischer Schauspieler († 1998)
- 26. Februar: Rolf Badenhausen, deutscher Dramaturg († 1987)

- 11. März: Jessie Matthews, britische Schauspielerin († 1981)
- 13. März: Frank Wilcox, US-amerikanischer Schauspieler († 1974)
- 15. März: Zarah Leander, schwedische Schauspielerin († 1981)
- 18. März: Lucile Browne, US-amerikanische Schauspielerin († 1976)
- 22. März: Roger Blin, französischer Schauspieler († 1984)
- 26. März: Leigh Harline, US-amerikanischer Komponist († 1969)

### April bis Juni
- 11. April: Paul Douglas, US-amerikanischer Schauspieler († 1959)
- 18. April: Miklós Rózsa, ungarischer Komponist († 1995)
- 29. April: Fred Zinnemann, österreichischer Regisseur († 1997)

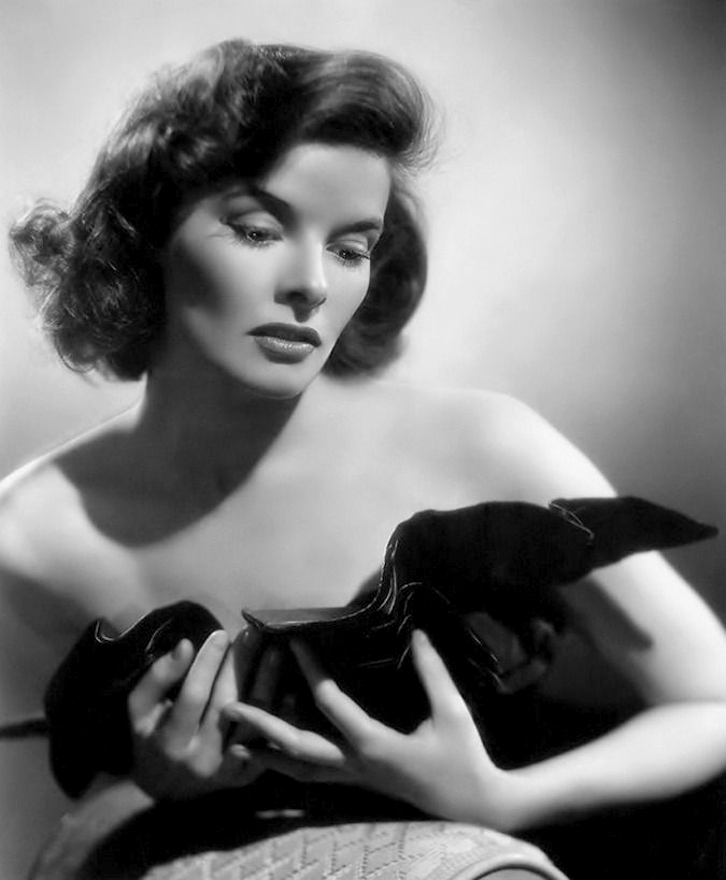
Katharine Hepburn (1938)

- 12. Mai: Katharine Hepburn, US-amerikanische Schauspielerin († 2003)

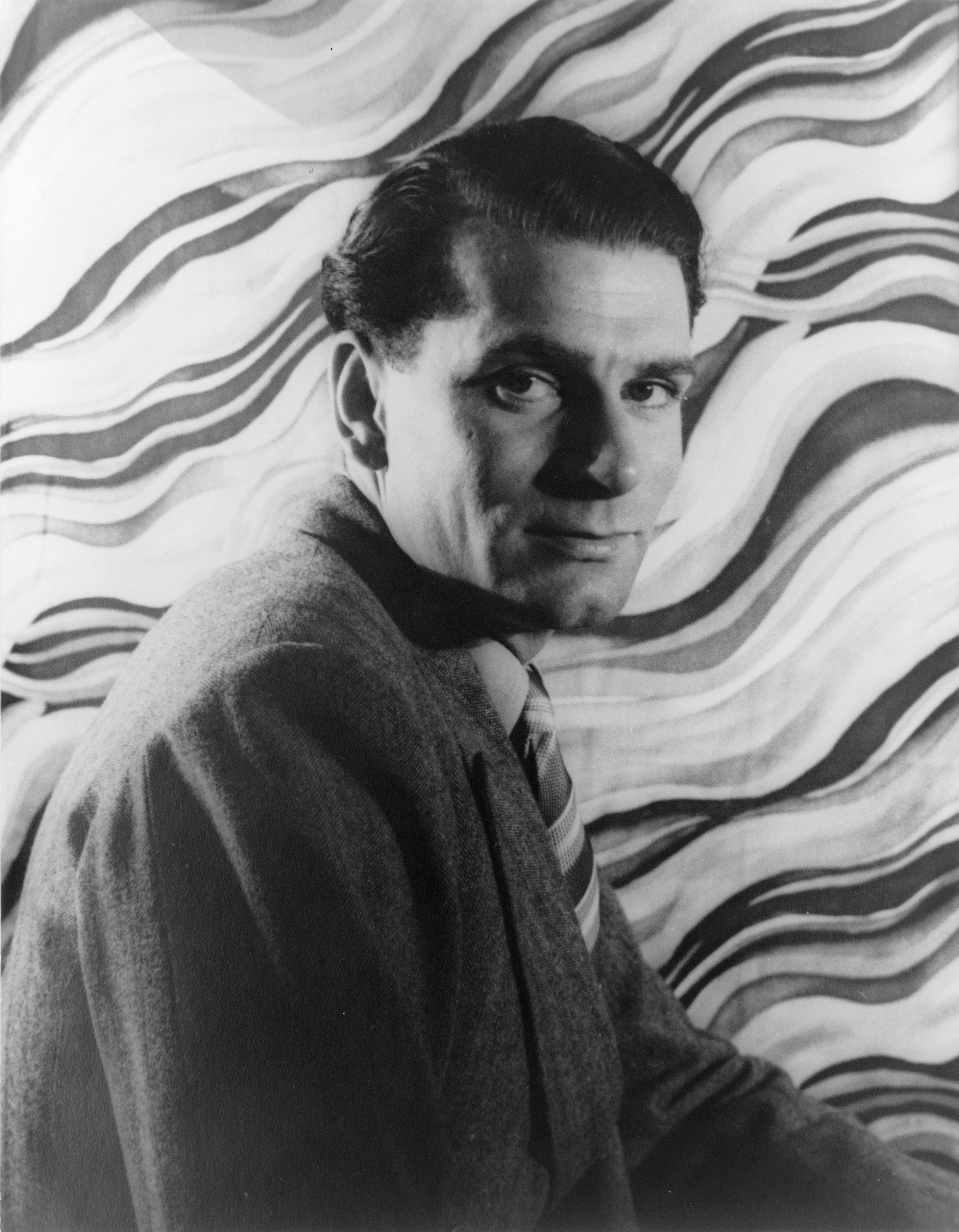
Laurence Olivier (1939)

- 22. Mai: Laurence Olivier, englischer Schauspieler († 1989)
- 24. Mai: Willis Bouchey, US-amerikanischer Schauspieler († 1977)

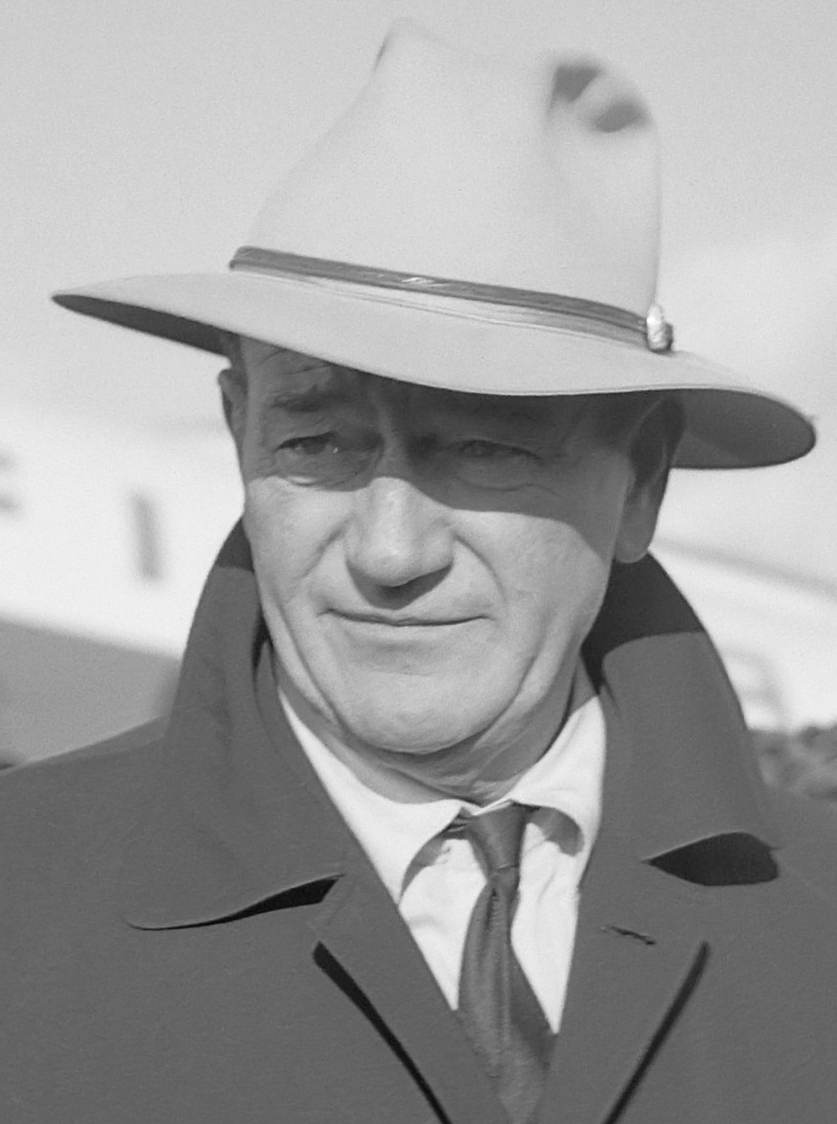
John Wayne (1960)

- 26. Mai: John Wayne, US-amerikanischer Schauspieler († 1979)

- 04. Juni: Rosalind Russell, US-amerikanische Schauspielerin († 1976)
- 07. Juni: T. E. B. Clarke, englischer Drehbuchautor († 1989)
- 14. Juni: Paul Klinger, deutscher Schauspieler († 1971)
- 16. Juni: Jack Albertson, US-amerikanischer Schauspieler und Tänzer († 1981)
- 27. Juni: John McIntire, US-amerikanischer Schauspieler († 1991)

### Juli bis September
- 14. Juli: Annabella, französische Schauspielerin († 1996)

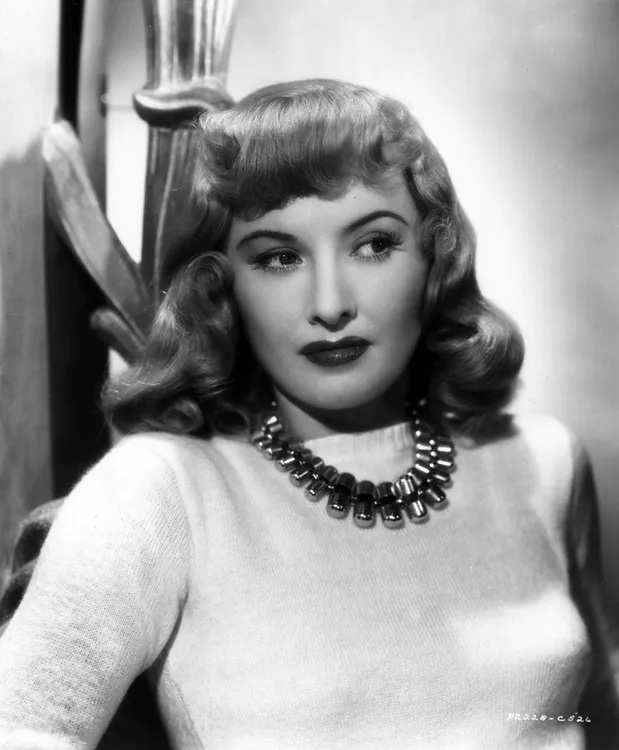
Barbara Stanwyck (1943)

- 16. Juli: Barbara Stanwyck, US-amerikanische Schauspielerin († 1990)
- 19. Juli: Heinz Oskar Wuttig, deutscher Drehbuchautor († 1984)

- 18. August: Ilse Kubaschewski, deutsche Filmverleiherin und Produzentin († 2001)
- 19. August: Humphrey Jennings, britischer Dokumentarfilmer († 1950)
- 20. August: Alan Reed, US-amerikanischer Schauspieler († 1977)

- 01. September: Miriam Seegar, US-amerikanische Schauspielerin († 2011)
- 05. September: Wolfgang Wehrum, deutscher Filmeditor und Regisseur († 1971)
- 15. September: Fay Wray, US-amerikanische Schauspielerin († 2004)
- 18. September: Leon Askin, österreichischer Schauspieler († 2005)
- 26. September: Géza von Radványi, ungarischer Regisseur († 1986)
- 27. September: Bernard Miles, britischer Schauspieler († 1991)
- 29. September: Gene Autry, US-amerikanischer Schauspieler († 1998)
- 30. September: Rudolf Jugert, deutscher Regisseur († 1979)

### Oktober bis Dezember

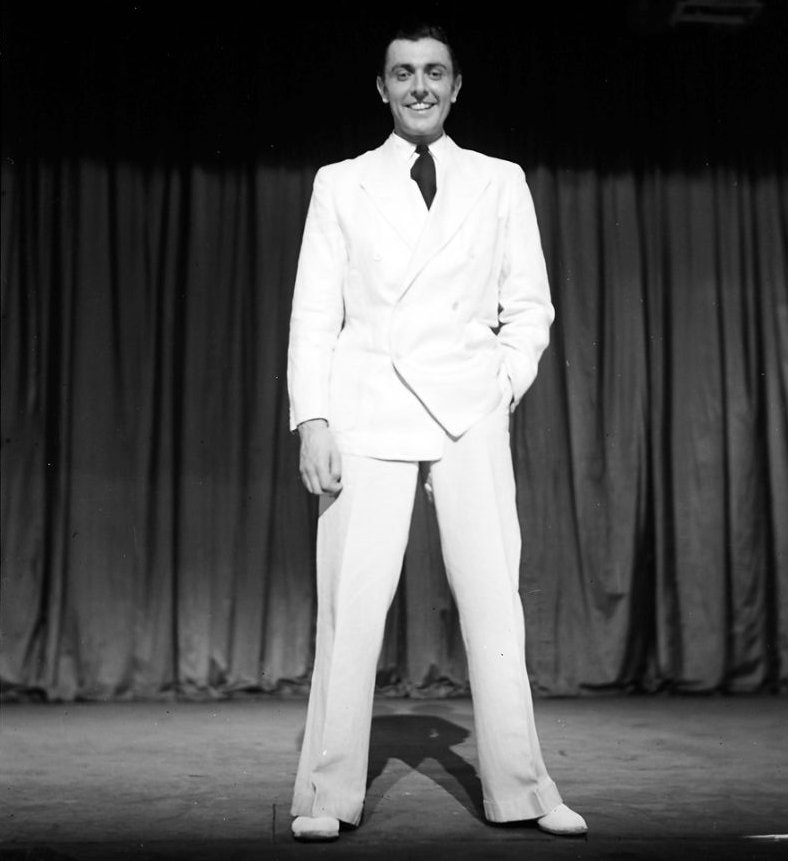
Jacques Tati (1938)

- 09. Oktober: Jacques Tati, französischer Regisseur († 1982)
- 10. Oktober: Wanda Jakubowska, polnische Regisseurin († 1998)
- 17. Oktober: John Marley, US-amerikanischer Schauspieler († 1984)
- 19. Oktober: Hermann Wenninger, deutscher Regisseur († 1986)
- 20. Oktober: Arlene Francis, US-amerikanische Schauspielerin († 2001)
- 23. Oktober: Annemarie Schradiek, deutsche Schauspielerin († 1993)
- 29. Oktober: Edwige Feuillère, französische Schauspielerin († 1998)
- 29. Oktober: Douglass Montgomery, US-amerikanischer Schauspieler († 1966)
- 29. Oktober: Peter Preses, österreichischer Schauspieler und Drehbuchautor († 1961)

- 01. November: Wu Yonggang, chinesischer Regisseur († 1982)
- 03. November: Raymond Bussières, französischer Schauspieler († 1982)
- 16. November: Burgess Meredith, US-amerikanischer Schauspieler († 1997)
- 20. November: Henri-Georges Clouzot, französischer Regisseur († 1977)
- 30. November: Fritz Eckhardt, österreichischer Schauspieler († 1995)

- 10. Dezember: Sidney Fox, US-amerikanische Schauspielerin († 1942)
- 12. Dezember: Herbert Coleman, US-amerikanischer Produzent und Regisseur († 2001)
- 12. Dezember: Ilse Fürstenberg, deutsche Schauspielerin († 1976)
- 15. Dezember: Gordon Douglas, US-amerikanischer Regisseur († 1993)
- 16. Dezember: Barbara Kent, kanadische Schauspielerin († 2011)
- 20. Dezember: Baby Gray, deutsche Schauspielerin († ?)
- 20. Dezember: Leny Marenbach, deutsche Schauspielerin († 1984)
- 22. Dezember: Peggy Ashcroft, britische Schauspielerin († 1991)

## Gestorben

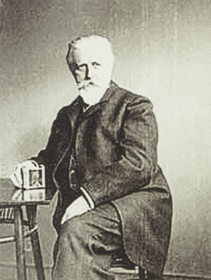
Ottomar Anschütz (1846–1907)

- 30. Mai: Ottomar Anschütz, preußischer Fotograf und Filmtechnikpionier (* 1846)